# ビシンコニン酸
ビシンコニン酸（ビシンコニンさん、英: Bicinchoninic acid）は、カルボキシル基を有するキノリン2つからなる弱酸である。BCAと略記される。生化学の分野で、溶液中のタンパク質の定量分析法であるビシンコニン酸法（BCA法）に用いられる。

## ビシンコニン酸法
ペプチド結合によりCu2+を還元したCu1+にBCAを添加すると、BCA2分子とCu1+による錯体が形成され、赤紫色の562nm可視吸光が生じる。還元剤やキレート剤の影響を受けやすいものの測定精度は高く、ローリー法やブラッドフォード法に比べ界面活性剤の影響は受けにくい特徴がある。